# Karl Heinrich Brüggemann
Pour les articles homonymes, voir Brüggemann.
Karl Heinrich Brüggemann (né le 29 août 1810 à Hopsten près de Münster et mort le 1er juillet 1887 à Cologne) était un journaliste allemand, membre de plusieurs Burschenschaften.

## Biographie
Fils de médecin, il passe son Abitur en 1829 et entre à l'université de Bonn étudier l'économie et l'administration. Il entre la même année dans la Burschenschaft Germania. Au bout de deux semestres, il déménage vers Heidelberg afin de se rapprocher de la France où la révolution de juillet fait rage en 1830. Il y intègre la Burschenschaft Fäßlianer en 1829 puis la Burschenschaft Franconia en 1831.
Brüggemann se voue à l'étude de l'œuvre de Johann Gottlieb Fichte et apprend son credo par cœur: « la révolution n'est pas un droit, mais un devoir. ». Il commence à travailler pour Philipp Jakob Siebenpfeiffer, éditeur du Westboten, journal succédant au Deutsche Tribüne (de) qu'il éditait également. Brüggemann devient membre de la Deutscher Preß- und Vaterlandsverein (de) (association patriotique de la presse allemande) et s'y exprime pour la première lors d'un banquet courant 1832 à Weinheim. L'association est fondée le 29 janvier 1832 et se développe rapidement à travers toute l'Allemagne.
Il est très actif à la fête de Hambach : il y mène un groupe de 200 étudiants originaires de Heidelberg, il tient 2 discours où il prend position pour la liberté et l'unité de l'Allemagne, au moyen de la force le cas échéant. Enfin il participe à des réunions en plus petit comité qui tentent de structurer un nouveau mouvement révolutionnaire.
En juin 1832, il tient un discours public à Hanau à la suite duquel il est arrêté par la police du Royaume de Bavière. Il parvient toutefois à obtenir l'autorisation de retourner à Mannheim pour y écrire dans le Wächter am Rhein.
Toutefois, un mois après il est de nouveau emprisonné et transféré à Berlin, où il est interrogé au début de 1834. En 1835, il est envoyé à Posen et y est condamné à la peine de mort un an plus tard. La cour de cassation (Oberstes Gericht) réduit cependant sa peine à la réclusion à perpétuité, avant, en 1840, d'être complètement gracié par le roi Frédéric-Guillaume IV de Prusse. 
Après sa remise en liberté, il reprend ses études de droit et passe avec succès l'habilitation. À cause de son passé révolutionnaire, il se voit refuser une place dans l'éducation supérieure prussienne. Il reprend donc sa carrière de journaliste et devient en 1845 directeur du Kölnische Zeitung. Il reste à ce poste jusqu'en 1854, date à laquelle la Prusse fait pression pour le ramener au rang de simple rédacteur.
En 1848, il est candidat aux élections pour le Parlement de Francfort dans sa ville natale, à Tecklembourg. Il perd contre l'évêque de Mayence Wilhelm Emmanuel von Ketteler.
Il meurt à l'âge de 77 ans et est inhumé au Melaten-Friedhof de Cologne.

## Œuvre
- (de) Kritischen Beleuchtung des List’schen Systems der politischen Oekonomie, Berlin, 1842, habilitation
- (de) Preußens Beruf in der deutschen und preußischen Staatsentwicklung, 1843
- (de) Der deutsche Zollverein und das Schutzsystem, 1845
- (de) Meine Leitung der Kölnischen Zeitung 1846–1855, Leipzig, 1855